# Luis Alberni
Luis Alberni (Barcellona, 4 ottobre 1886 – Hollywood, 23 dicembre 1962) è stato un attore spagnolo naturalizzato statunitense.
Interprete teatrale e cinematografico, nella sua carriera girò oltre cento settanta film in ruoli di caratterista.

## Biografia
Nato in Catalogna, il nome di sua madre era Malo, quello di suo padre Alberni.
Iniziò a recitare in teatro mentre studiava all'università di Madrid. Continuò la carriera negli Stati Uniti e, nel 1915, apparve per la prima volta in un film di Frank Powell, Children of the Ghetto. Tra il 1915 e il 1928, recitò in una dozzina di lavori teatrali a Broadway, inclusa la prima rappresentazione nel 1924 di What Price Glory?, un grande successo di Maxwell Anderson e Laurence Stallings che restò in scena al Plymouth Theatre per ben 435 recite.
Tornato al cinema, nel 1922 prese parte anche a The Man from Beyond, uno dei pochi film interpretati dal celebre Harry Houdini. Girò un paio di pellicole anche con John Barrymore: in Svengali, del 1931, era Gecko, il suo fedele servitore e, l'anno seguente, lo affiancò ancora in Rasputin e l'imperatrice.
Attore caratterista, conosceva almeno sette lingue e suonava il pianoforte. Benché fosse spagnolo, Hollywood gli affidò spesso parti di italiani: camerieri, inservienti, politici, negozianti. Il suo ultimo ruolo fu quello di un vecchio ebreo ne I dieci comandamenti del 1956.

## Vita privata
Luis Alberni si sposò due volte. Dal primo matrimonio, che sarebbe finito in un divorzio, nacquero due figli, Luis e Carlos. Si risposò poi con Wanda Wilson e il loro matrimonio durò fino alla sua morte. Negli ultimi anni, Alberni visse in una casa per attori anziani. Morì il 23 dicembre 1962 a 76 anni per un attacco cardiaco. Fu sepolto al Pierce Brothers Valhalla Memorial Park a North Hollywood.

## Filmografia

### Anni dieci
- Children of the Ghetto, regia di Frank Powell (1915)
- The Madonna of the Slums, regia di George Terwilliger (1919)

### Anni venti
- 39 East, regia di John S. Robertson (1920)
- Little Italy, regia di George Terwilliger (1921)
- The Man from Beyond, regia di Burton L. King (1922)
- Lo scialle lucente (The Bright Shawl), regia di John S. Robertson (1923)
- The Valley of Lost Souls, regia di Caryl S. Fleming (1923)
- Second Youth, regia di Albert Parker (1924)
- The Cheerful Fraud, regia di William A. Seiter (1926)
- Battle of Paris, regia di Robert Florey (1929)

### 1930
- The Santa Fe Trail, regia di Otto Brower ed Edwin H. Knopf (1930)
- Strange Birds (1930)

### 1931
- Una notte celestiale, regia di Geo. Fitzmaurice (1931)
- Svengali, regia di Archie Mayo (1931)
- Monkey Business in Africa, regia di Mack Sennett (1931)
- Onore di fantino (Sweepstakes), regia di Albert S. Rogell (1931)
- Movie-Town. regia di Mack Sennett (1931)
- Children of Dreams, regia di Alan Crosland (1931)
- The Last Flight, regia di William Dieterle (1931)
- I Like Your Nerve , regia di William McGann (William C. McGann) (1931)
- I Surrender Dear, regia di Mack Sennett (1931)
- The Tip-Off, regia di Albert S. Rogell (1931)
- The Great Junction Hotel, regia di William Beaudine (1931)
- Il diavolo sciancato (The Mad Genius), regia di Michael Curtiz (1931)
- Gli uomini nella mia vita (Men in Her Life), regia di William Beaudine (1931)
- Manhattan Parade, regia di Lloyd Bacon (1931)

### 1932
- Cock of the Air, regia di Tom Buckingham (1932)
- High Pressure, regia di Mervyn LeRoy (1932)
- The Girl in the Tonneau, regia di Babe Stafford (1932)
- Stop That Run, regia di Howard Bretherton (1932)
- Gli uomini nella mia vita (Hombres de mi vida), regia di Eduardo Arozamena e David Selman (1932)
- The Cohens and Kellys in Hollywood, regia di John Francis Dillon (1932)
- Rule 'Em and Weep, regia di Harry Sweet (1932)
- The Woman in Room 13, regia di Henry King (1932)
- First in War, regia di Warren Doane (1932)
- Week-End Marriage, regia di Thornton Freeland (1932)
- Crooner, regia di Lloyd Bacon (1932)
- Two Against the World, regia di Archie Mayo (1932)
- A Parisian Romance, regia di Chester M. Franklin (1932)
- The Big Stampede, regia di Tenny Wright (1932)
- Mancia competente (Trouble in Paradise), regia di Ernst Lubitsch (1932)
- Guilty or Not Guilty, regia di Albert Ray (1932)
- I conquistatori (The Conquerors), regia di William A. Wellman (1932)
- The Bride's Bereavement; or, The Snake in the Grass, regia di Robert F. Hill (1932)
- Rasputin e l'imperatrice (Rasputin and the Empress), regia di Richard Boleslawski e Charles Brabin (1932)
- Hypnotized, regia di Mack Sennett (1932)

### 1933
- Artist's Muddles, regia di Harry Edwards (1933)
- Il prezzo del piacere (Child of Manhattan), regia di Edward Buzzell (1933)
- Topaze, regia di Harry d'Abbadie d'Arrast (1933)
- Men Must Fight, regia di Edgar Selwyn (1933)
- The California Trail, regia di Lambert Hillyer (1933)
- Trick for Trick, regia di Hamilton MacFadden (1933)
- La sfinge (The Sphinx), regia di Philip Rosen e Wilfred Lucas (1933)
- When Ladies Meet, regia di Harry Beaumont (1933)
- I Love That Man, regia di Harry Joe Brown (1933)
- The Man from Monterey, regia di Mack V. Wright (1933)
- The Last Trail, regia di James Tinling (1933)
- Sherman Said It, regia di Charles Parrott (Charley Chase) (1933)
- Figlia d'arte (Stage Mother), regia di Charles Brabin (1933)
- Menu, regia di Nick Grinde (1933)
- The Chief, regia di Charles Reisner (1933)
- Goodbye Love, regia di H. Bruce Humberstone (1933)
- Havana Widows, regia di Ray Enright (1933)
- Lady Killer, regia di Roy Del Ruth (1933)
- Above the Clouds, regia di Roy William Neill (1933)
- California Weather, regia di Alfred J. Goulding (1933)
- A lume di candela (By Candlelight), regia di James Whale (1933)
- Carioca (Flying Down to Rio), regia di Thornton Freeland (1933)

### 1934
- La ciudad de cartón
- When Do We Eat?, regia di Alfred J. Goulding (1934)
- Scandalo (Glamour), regia di William Wyler (1934)
- I Believed in You
- The Black Cat, regia di Edgar G. Ulmer (1934)
- Strictly Dynamite
- Stingari il bandito sentimentale (Stingaree), regia di William A. Wellman (1934)
- La buenaventura
- Il conte di Montecristo (The Count of Monte Cristo), regia di Rowland V. Lee (1934)
- Una notte d'amore (One Night of Love), regia di Victor Schertzinger (1934)
- When Strangers Meet, regia di Christy Cabanne (1934)
- The Captain Hates the Sea
- Caravane, regia di Erik Charell (1934)

### 1935
- Il giglio d'oro
- Le vie della fortuna (The Good Fairy), regia di William Wyler (1935)
- Roberta, regia di William A. Seiter (1935)
- Goin' to Town, regia di Alexander Hall (1935)
- Follia messicana (In Caliente), regia di Lloyd Bacon (1935)
- Ticket or Leave It, regia di Alfred J. Goulding (1935)
- Sulle ali della canzone (Love Me Forever), regia di Victor Schertzinger (1935)
- Manhattan Moon, regia di Stuart Walker (1935)
- L'allegro inganno (The Gay Deception), regia di William Wyler (1935)
- Music Is Magic

### 1936
- Avorio nero (Anthony Adverse), regia di Mervyn LeRoy e Michael Curtiz (1936)

### 1937
- Un colpo di fortuna (Easy Living), regia di Mitchell Leisen (1937)
- Amanti di domani (When You're in Love), regia di Robert Riskin e Harry Lachman (1937)

### 1939
- Il grande nemico (Let Freedom Ring), regia di Jack Conway (1939)

### 1940
- Enemy Agent, regia di Lew Landers (1940)

### 1941
- Avventura a Zanzibar (The Road to Zanzibar), regia di Victor Schertzinger (1941)
- Il grande ammiraglio (That Hamilton Woman), regia di Alexander Korda (1941)

### 1942
- Musica sulle nuvole (I Married an Angel), regia di W.S. Van Dyke II e Roy Del Ruth (1942)

### 1944
- Avvenne domani (It Happened Tomorrow), regia di René Clair (1944)
- I cospiratori (The Conspirators), regia di Jean Negulesco (1944)

### 1945
- Una campana per Adano (A Bell for Adano), regia di Henry King (1945)

### 1950
- Bill sei grande! (When Willie Comes Marching Home), regia di John Ford (1950)

### 1956
- I dieci comandamenti (The Ten Commandments), regia di Cecil B. DeMille (1956)